# Santuario di Ziteil
Il santuario di Ziteil è un santuario mariano situato sulle montagne presso Salouf, nel Cantone dei Grigioni, in Svizzera. Divenne luogo di pellegrinaggio in seguito alle apparizioni mariane che vi si sarebbero verificate nel XVI secolo. 

## Storia

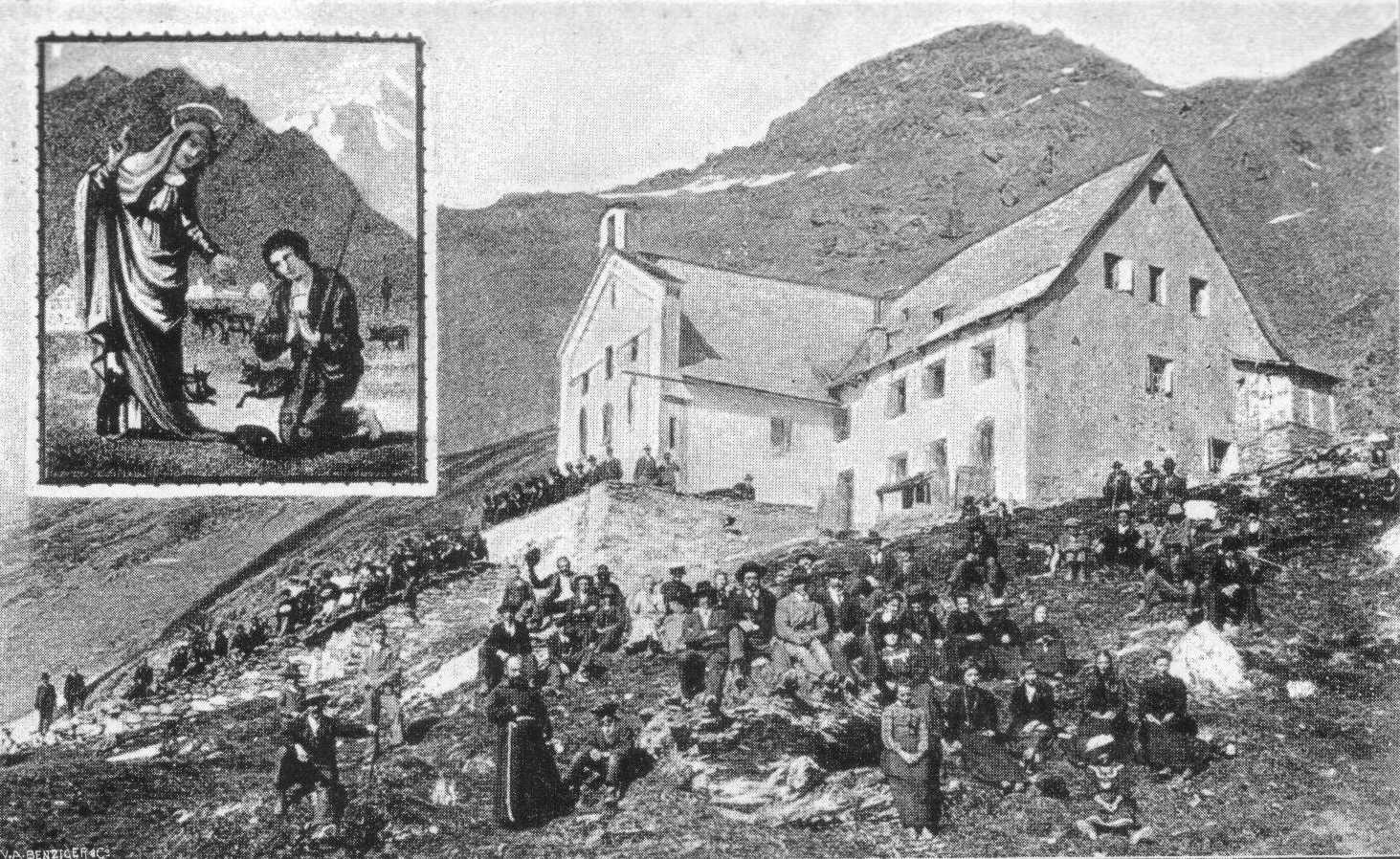
Immagine di un pellegrinaggio al santuario di Ziteil (Primi del XX secolo)

Nel 1580 una contadina diciottenne della Val Sursette (vallata del Cantone dei Grigioni, chiamata in tedesco Oberhalbstein e in romancio Surses), stava raccogliendo legna nei pressi di Salouf quando avrebbe avuto un'apparizione mariana: la Madonna, con le sembianze di una Signora vestita di bianco, le avrebbe chiesto di riferire ai suoi concittadini di emendare le loro vite, in caso contrario avrebbero ricevuto castighi divini.
La giovane non obbedì, per timore di non essere creduta. Il giorno dopo l'apparizione si sarebbe ripetuta, con la richiesta di una processione perché cessasse la siccità che affliggeva da tempo la zona. Anche stavolta non fu accolta la richiesta della Vergine, che la notte successiva sarebbe apparsa anche alla madre della ragazza. Il giorno successivo madre e figlia si recarono dal balivo Alberto di Baselgia (un funzionario della zona con mansioni di giudice), che organizzò una processione fino al luogo della presunta apparizione.
Qualche giorno dopo un pastore sedicenne, Giatgen Dietegen, mentre accudiva le sue pecore nei pressi di Ziteil, avrebbe avuto a sua volta un'apparizione della Vergine che, stavolta in lacrime, avrebbe ripetuto le precedenti esortazioni. Apparve allora sul vicino monte Curver una luce intensissima, che durò tutta la giornata. Alberto di Baselgia, con il permesso del nunzio apostolico, non solo rinnovò le processioni ma diede inizio ai lavori per la realizzazione di una cappella, che si sarebbe in seguito trasformata nell'attuale santuario, che si trova a un'altitudine di 2.434 metri sul livello del mare ed è quindi il luogo di pellegrinaggio più alto d'Europa. Dal 1919 al 1936 Alexander Lozza, presbitero e poeta svizzero, fu il custode del santuario.